# Городок (Львовская область)
Городо́к (укр. Городо́к; также Слонигродек (Городек или Городок), Гроддек) — город во Львовском районе Львовской области Украины. Административный центр Городокской общины.

## История
Город был основан в период Киевской Руси. Интенсивно развивался во времена Галицко-Волынского княжества (XI—XIV века) Уже в начале XIII века Городок играл большую роль в экономической и политической жизни Галицко-Волынского княжества. Река Верещица, которая впадает в Днестр, была в те времена полноводной и судоходной.
Городок лежал на важном торговом пути. К тому времени город имел огромное хозяйственное значение, как важный центр торговли солью, поэтому современники называли его «Городок Соляной». Галицко-Волынская летопись зафиксировала, что в 1227 году новгородский князь Мстислав Удатный стоял со своим войском в Городке. Ему на помощь пришёл со своим войском князь Даниил, чтобы вместе защищать Галицкое княжество от польско-венгерского нашествия. После завоевания Галиции Польским княжеством в XIV столетии, уже 1387 году Городок, как отдельный королевский город, вошёл в состав Львовской земли, а позднее стал центром Городецкого староства. В 1389 году он получил магдебургское право, предоставление которого означало создания в городе органов самоуправления. К тому времени Городок разрастался, кроме центральной части и рынка появятся пригороды — Львовский и Черлянский. За период 1387 года по 1434 год великий князь литовский и король Польши Владислав II Ягайло часто бывал в Городке, здесь и умер в 1434 году. При Ягайло Городок входит в состав Русского воеводства, как отдельный королевский город.
В 1450 годе валахи были разбиты при Гроддек поляками, которые, дорого купив победу, не в силах были уже отбить нападение татар, разоривших Гроддек и с богатой добычей ушедших обратно. В XV и в начале XVI века город испытал настолько сильных разрушений и грабежей от крымских татар, после этого город смог «стать на ноги» лишь к XVI веку. Постепенно в городе возрождаются и развиваются торговля и промыслы. Городок получил право торговать солью и снова стал центром добычи соли. Важным предметом экспорта была рыба, которую с давних пор разводили и ловили в местных прудах.
В ΧΙV — ΧVΙΙ веках Городок был ремесленным городом. Ремесленники были объединены в 12 цехов. Хорошо развивались деревообрабатывающие и кожевенные промыслы. В 1555 году русины могли заниматься ремесленничеством лишь на расстоянии мили от города.
В 1420 году польский король Ягайло поселил в городе 6 католических монахов из ордена францисканцев. Королевское правительство построило для них костёл и монастырь возле замка. Православных русинов вытеснили на Львовское, Вишнянское, Заставское предместья. Поэтому, отстаивая свои права, православное население Городка создало в 1591 году братство — общественную организацию русинских мещан, которое выступало против национального гнёта. Влияние городоцкого братства выросло до того, что киевский митрополит Михаил Рогоза в 1593 году пригласил его членов к участию в Соборе.
Во второй половине ΧVΙΙ—ΧVΙΙΙ веков город пришёл в упадок. В 1654 году Гроддек был разорён запорожскими казаками под предводительством Б. Хмельницкого. В его околицах в 1655 году произошла битва под Городком между русскими и польскими войсками. Большой вред нанесло Городку нашествие турецких войск. В 1672 году турецкий паша Омер-али захватил город и разрушил его.
ΧVΙΙΙ веке город отстроили. Королевский замок выполнял административные функции Городоцкого староства. Было построено поместье и две корчмы. Во 2-й половине ΧVΙΙ века городское правительство повысило таможенные повинности, чем привело к упадку торговли в городе.
После захвата Галиции Австро-Венгрией все имения Городоцкого староства и сам Городок перешли в собственность государства. Но австрийское правительство продало все сёла польским и немецким колонистам. На землях Городоцкого староства немецкие колонисты в 1786 году образовали колонию Фордерберг.
В 1867 году Городок стал уездным центром, где до 1918 года работали уездный суд, налоговое управление, школьный окружной совет. Город не имел больших предприятий. На этот период там действовали гарбарня, мельница, мыловарня, 3 маслодельни, фабрики соды и сельскохозяйственных удобрений и вапнярка.
Во время Первой мировой войны в 1914 году на околицах Городка состоялась известная в истории Городоцкая битва (нем.) — встречное сражение между русскими войсками Юго-Западного фронта и австро-венгерскими войсками Восточного фронта во время Первой мировой войны, которое являлось составной частью Галицийской битвы 1914 года. Завершилось победой русских войск.

### Польская Республика
С 23 декабря 1920 года до 4 декабря 1940 года во Львовском воеводстве Польской Республики. Центр Грудецкого повята.

#### Нападение на почту в Городке
30 ноября 1932 боёвка Организации украинских националистов осуществила нападение на польскую почту в городе Городок.
Участие в акции приняло 12 боевиков ОУН из разных мест: Юрий Березинский — руководитель группы, а также Дмитрий Данилишин, Василий Билас, Мариян Жураковский, Петр Максимцев, Степан Долинский, Степан Куспись, Степан Мащак, Владимир Старик, Григорий Файда, Степан Цап и Григорий Купецкий.
В среду 30 ноября боевики ровно в 16:55 с двух разных сторон улицы приблизились к дому почты и вошли в неё, натянув на лицо маски. Нападающие разбились на четыре группы: одна вошла в помещение почты, другая имела своей целью исключительно кассу, третья группа блокировала телефонные аппараты, четвёртая осталась в коридоре для прикрытия.
Но нападение сложилось неудачно. Неожиданностью для боевиков стало то, что все почтовые служащие, бывшие воины легиона Пилсудского, вопреки инструкциям имели при себе револьверы. Только боевики зашли в зал и предложили всем поднять руки вверх, на них посыпались выстрелы, а дверь кассы закрылась. По другим данным, первым стрелять начал именно Юрий Березинский, который контролировал пять работников почты. Не тратя времени, Дмитрий Данилишин выстрелил несколько раз в дверь кассы, выбил окно, через которое выдавались деньги, а Василий Билас через это окно проник в кассу и забрал деньги. После этого Василий Билас и Дмитрий Данилишин немедленно выбежали из дома, дав назначенный знак боевикам, что следует отступать.
Но и здесь все сложилось не так, как ожидалось. Когда боевики выбегали из почты, в них стали стрелять из домов, расположенных у почтового дома. Поэтому пришлось отбиваться и на улице.
Юрий-Мирослав Березинский получил очень серьёзное ранение во время перестрелки и упал, только выбежав на улицу. Чтобы не попасть живым в руки врага застрелился.
Погиб и Владимир Старик, которого убили выстрелами из домов на улице. Боевики Степан Куспись, Дмитрий Данилишин, Мариян Жураковский, Степан Мащак и Григорий Купецкий получили ранения в руки и ноги.
1 сентября 1939 года германские войска напали на Польшу, началась Германо-польская война 1939 года.
С 17 сентября 1939 года Советский Союз ввёл на территорию Польши свои войска. Поход закончился подписанием 28 сентября 1939 года Договора о дружбе и границе между СССР и Германией.
27 октября 1939 года установлена Советская власть.

### Украинская ССР
C 14 ноября 1939 года в составе Украинской Советской Социалистической Республики Союза Советских Социалистических Республик.
С 4 декабря 1939 года Львовской области (Указ Президиума Верховного совета СССР от 4 декабря 1939 года). Центр Городок-Ягелонского уезда.
В 1939 году в УССР повторно получил статус города.
22 июня 1941 года германские войска напали на СССР, началась Великая Отечественная война 1941—1945 годов. Жизнь города перестраивалась на военный лад.
27 июня 1941 года началась оккупация Городка немецкими войсками.
30 июня 1941 года оккупирован германскими гитлеровскими войсками.
Во время войны были ограблены предприятия Городка, разрушены 2 железобетонные и 3 деревянных моста через реку, железнодорожный вокзал. На принудительные работы было вывезено свыше 1200 остарбайтеров, расстреляно и вывезено в лагеря смерти больше 7 тыс. человек местного населения. Часть города была отгорожена колючим проводом, где немецкие войска образовали гетто, куда согнали свыше 6 тыс. евреев, где совершили над ними жестокую расправу.
25 июля 1944 года советские войска вошли в город.
27 июля 1944 года освобождён советскими войсками 1-го Украинского фронта в ходе Львовско-Сандомирской наступательной операции 13.07-29.08.1944 г.:
- 3-й гвардейской танковой армии — 7-го гв. танкового корпуса (генерал-майор т/в Митрофанов, Василий Андреевич) в составе: 54-й гв. тбр (полковник Угрюмов, Степан Иванович), 55-й гв. тбр (полковник Драгунский, Давид Абрамович), 23-й гв. мсбр (полковник Головачев, Александр Алексеевич), 702-й самоходный артиллерийский полк (подполковник Костин, Иван Дмитриевич).
- 2-й воздушной армии — части войск 1-й гв. бомбардировочной авиадивизии (полковник Добыш, Фёдор Иванович) 2-го гв. бомбардировочного авиакорпуса (генерал-майор авиации Полбин, Иван Семёнович)[10].

В 1949 году в Городке было создано 5 колхозов.
В 1970 году 2 тыс. жителей. Имелись: швейная фабрика, 2 кирпично-черепичных, молочный заводы; железнодорожная станция Городок-Львовский (на линии Львов — Мостиска).
В 1989 г. численность населения составляла 16,5 тыс. ч., здесь действовали завод «Ювелирмашприбор», завод строительной керамики, молочный завод, а также швейная фабрика.
С 8 декабря 1991 года в составе Украины.

## Население
По данным переписи 2001 года, украинцы составляли 95,74 % населения города, русские — 3,03 %.

### Языковой состав
Родной язык населения по данным переписи 2001 года:
| Язык       | Численность, чел. | Доля     |
| ---------- | ----------------- | -------- |
| Украинский | 15 472            | 96,74 %  |
| Русский    | 436               | 2,73 %   |
| Другое     | 85                | 0,53 %   |
| Итого      | 15 993            | 100,00 % |

Украинский язык является основным и единственным официальным языком города.

## Памятники архитектуры
- Церковь Николая с колокольней (1510 год)
- Деревянная Иваниска церковь (1670 год)
- Костел с колокольней (ΧV-ΧVΙΙΙ век)
- Мельница (начало ΧVΙ век)
- Колокольня (ΧVΙΙΙ век)
- Городская ратуша

### Галерея

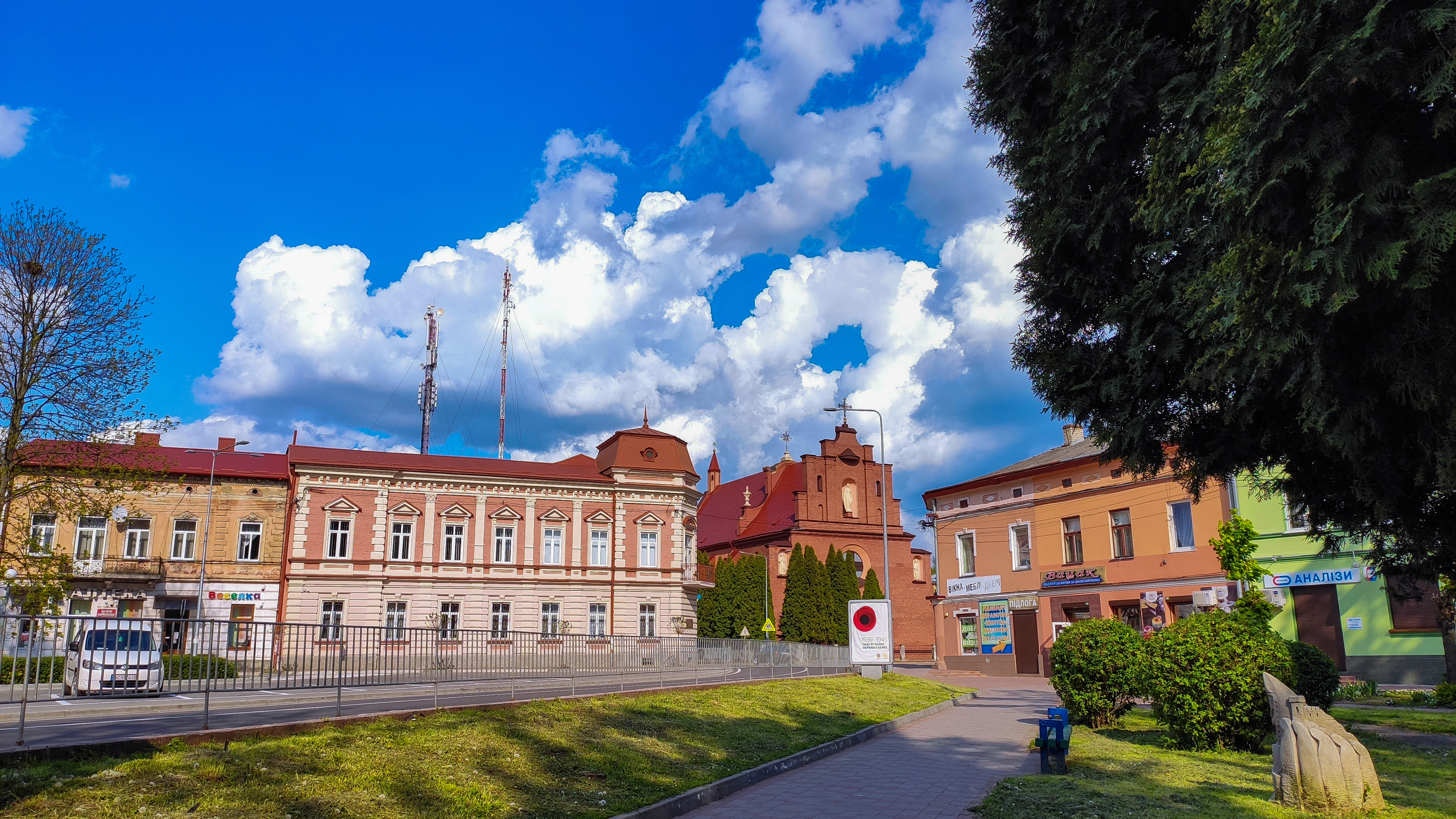
Городской центр
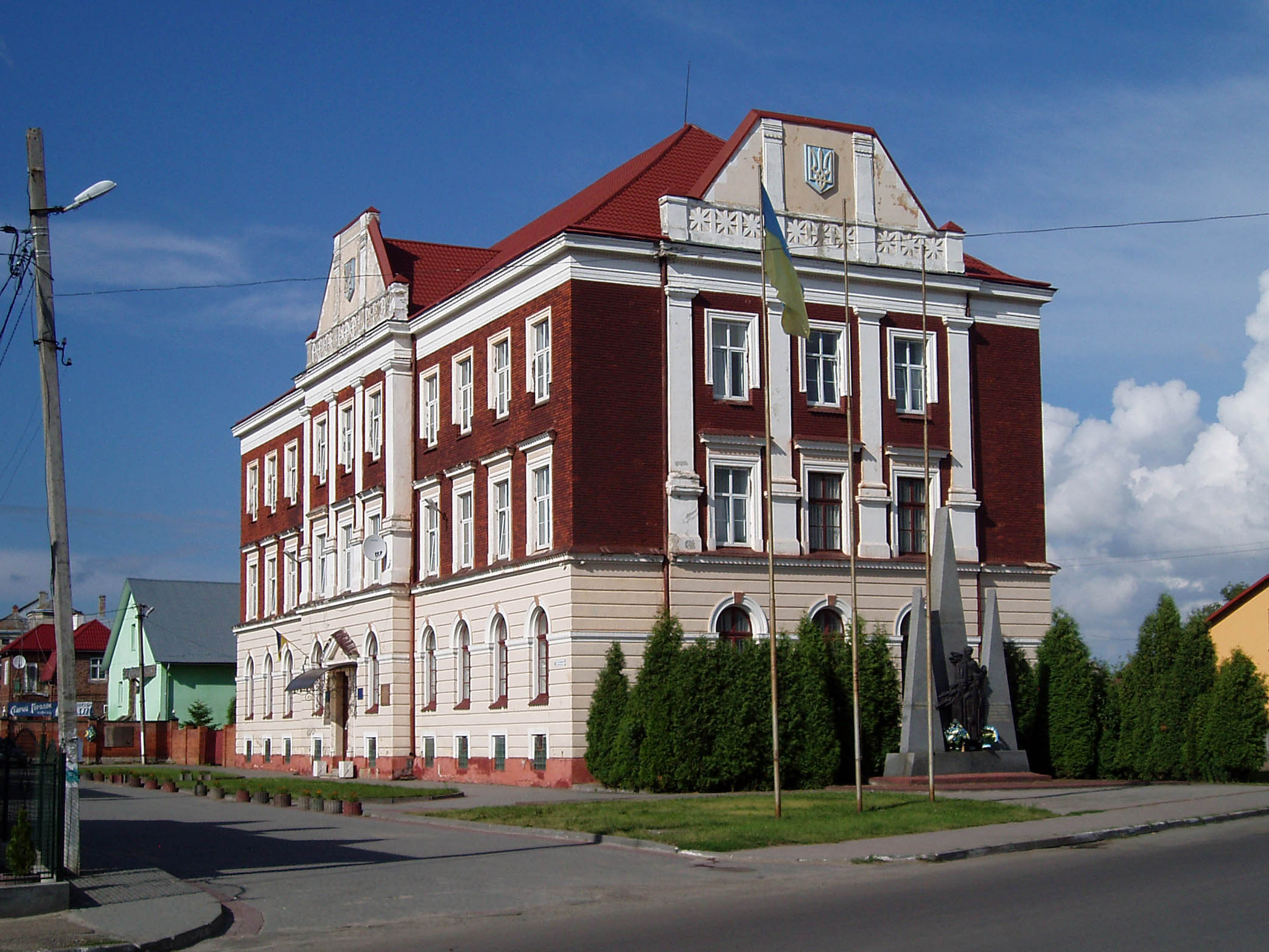
Историческое здание почты
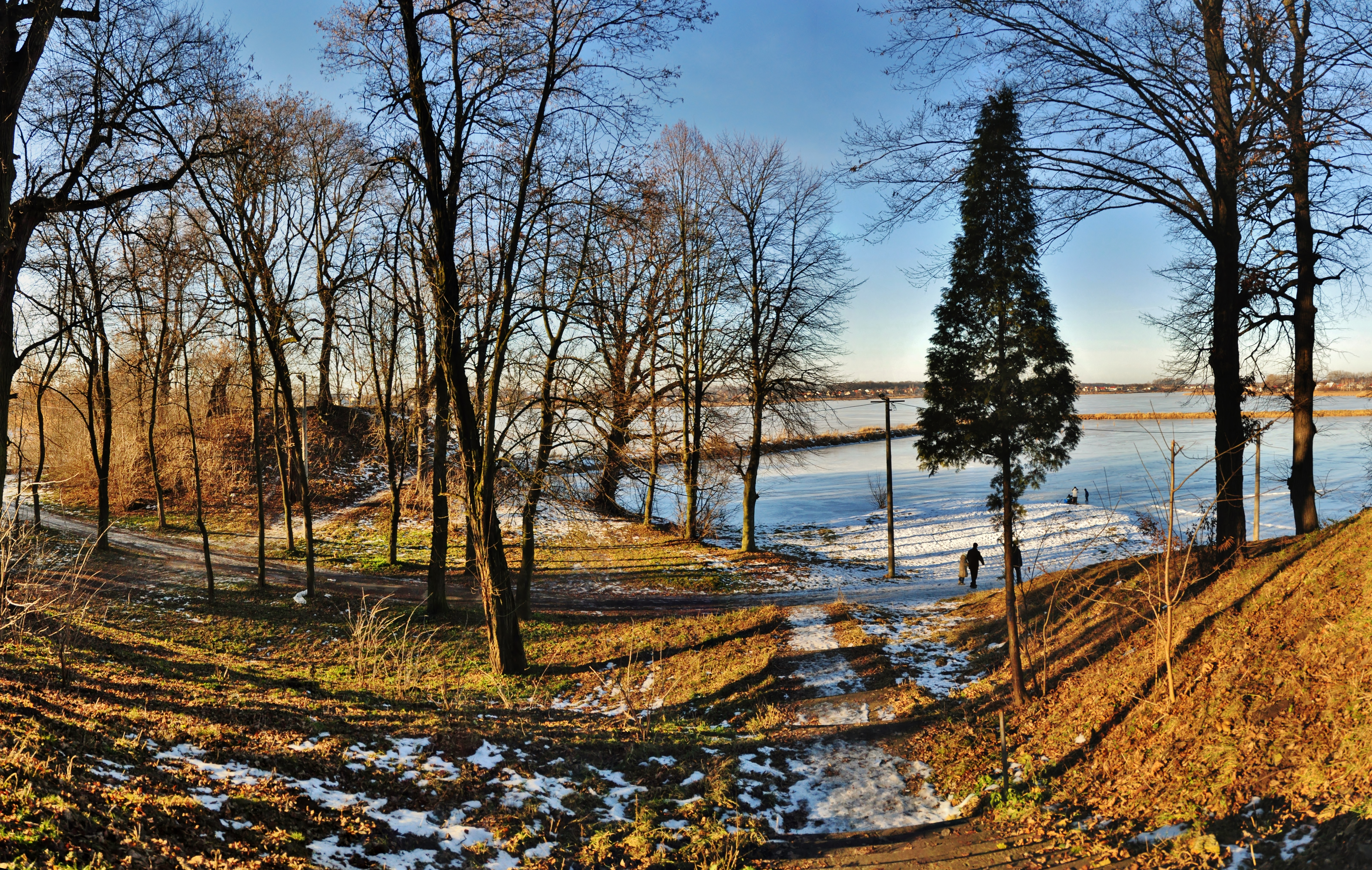
Старый парк XVIII ст.
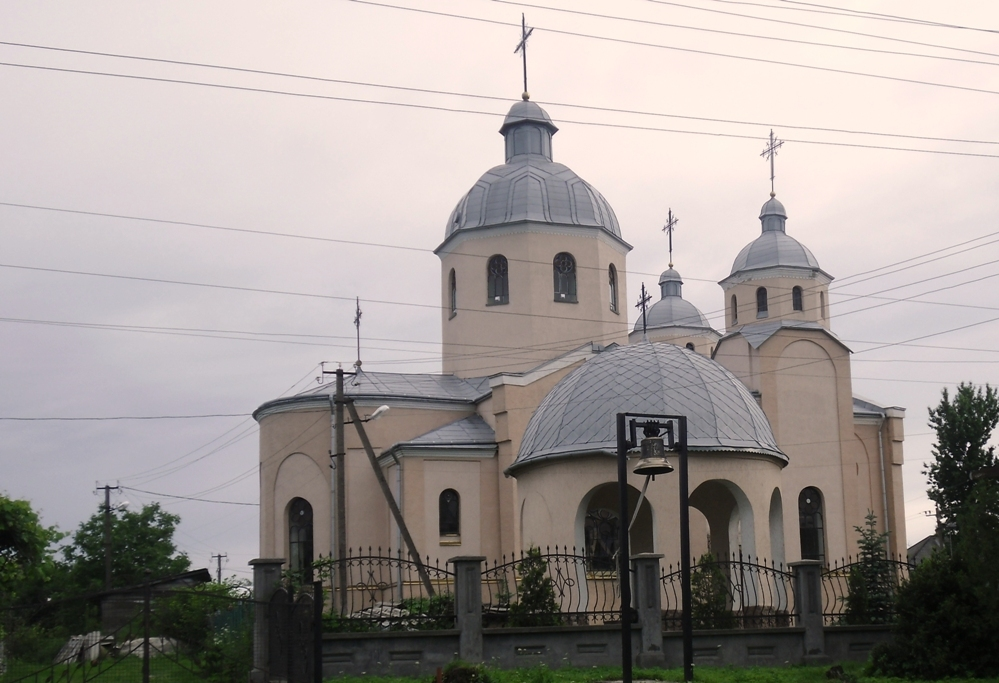
Церковь Святого Духа
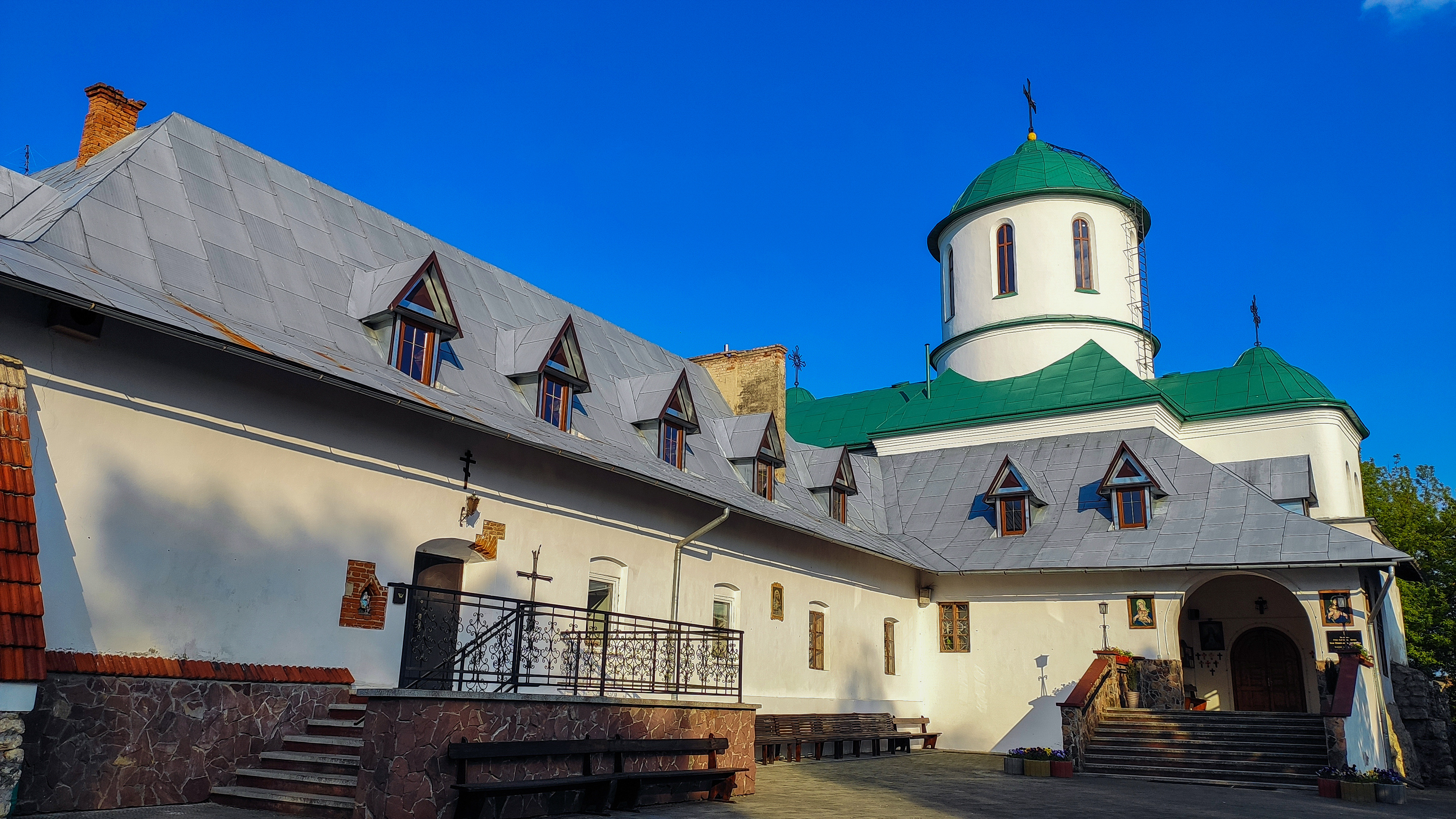
Церковь Преображения, XV век (бывший францисканский монастырь)
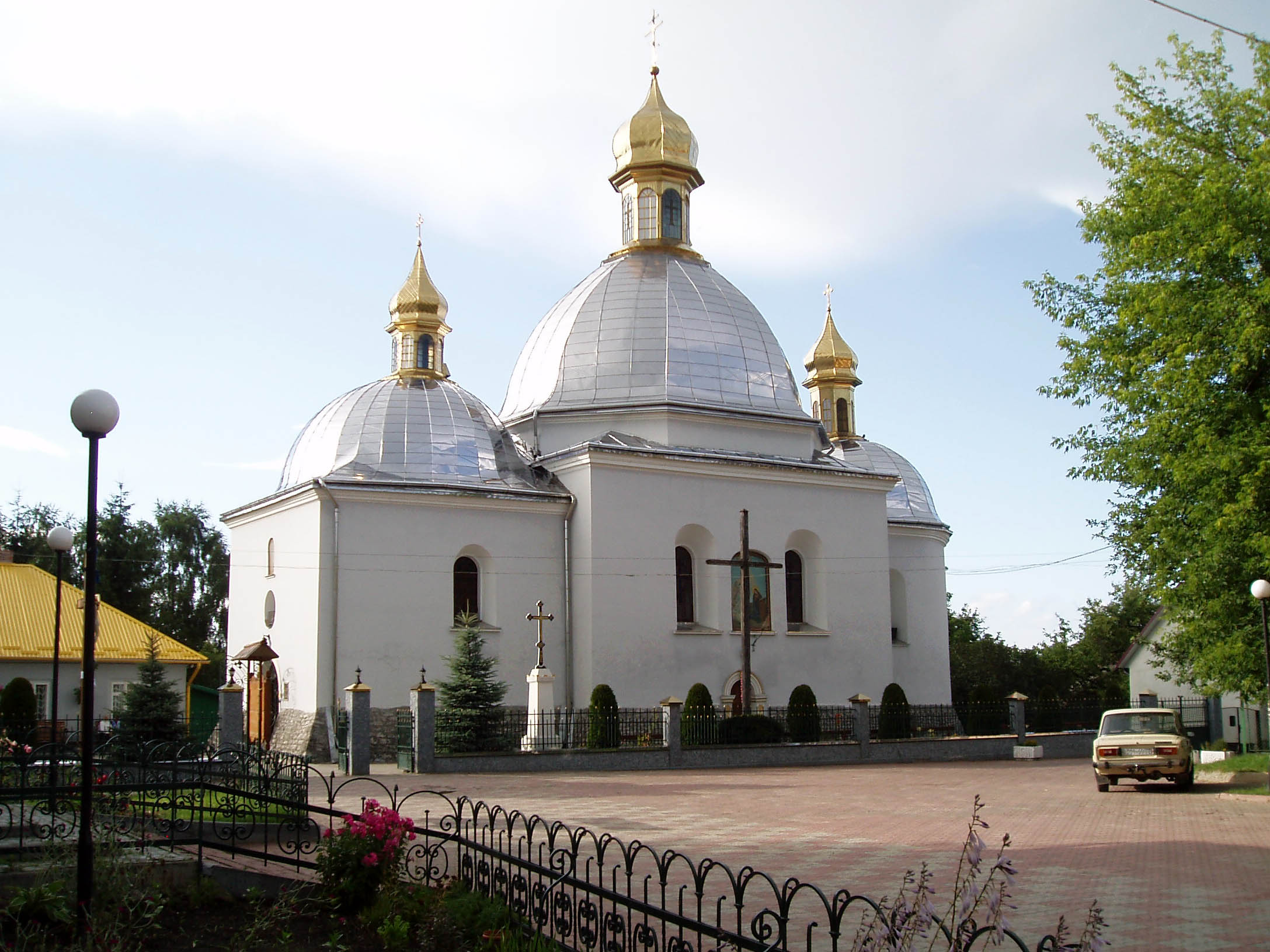
Церковь Благовещения Пречистой Девы Марии (современный вид)
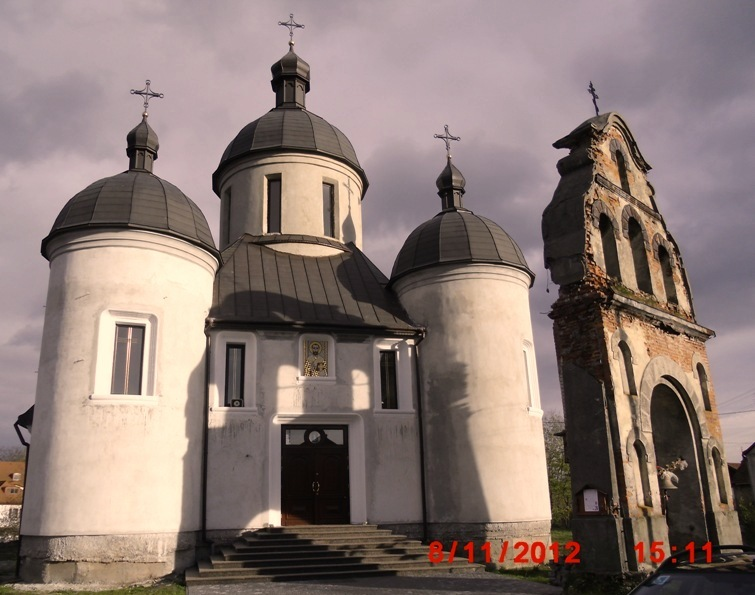
Церковь Святого Николая построена на месте деревянной церкви Святого Николая Мирликийского, которая сгорела в 1944 году
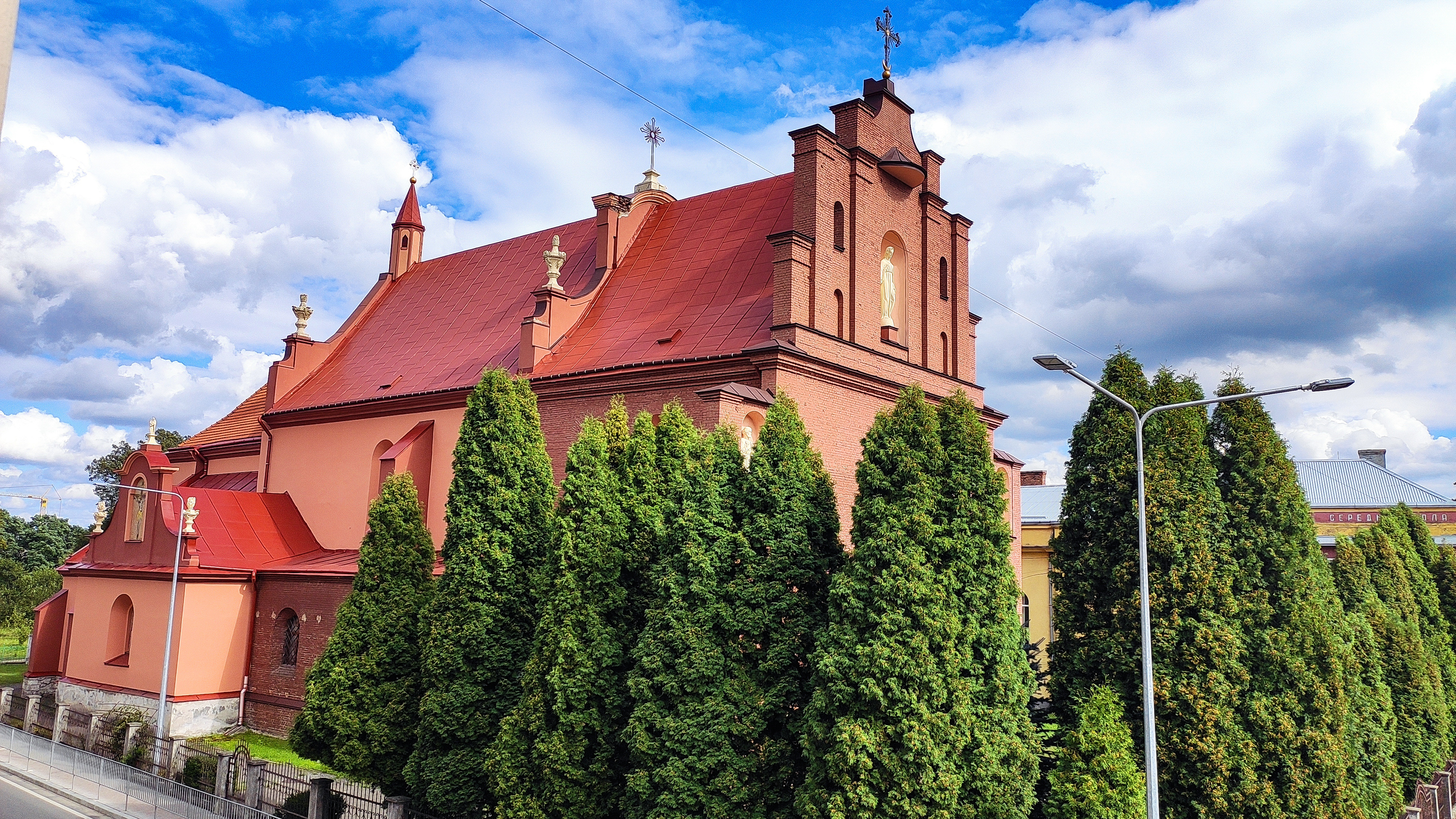
Костел Воздвижения Святого Креста
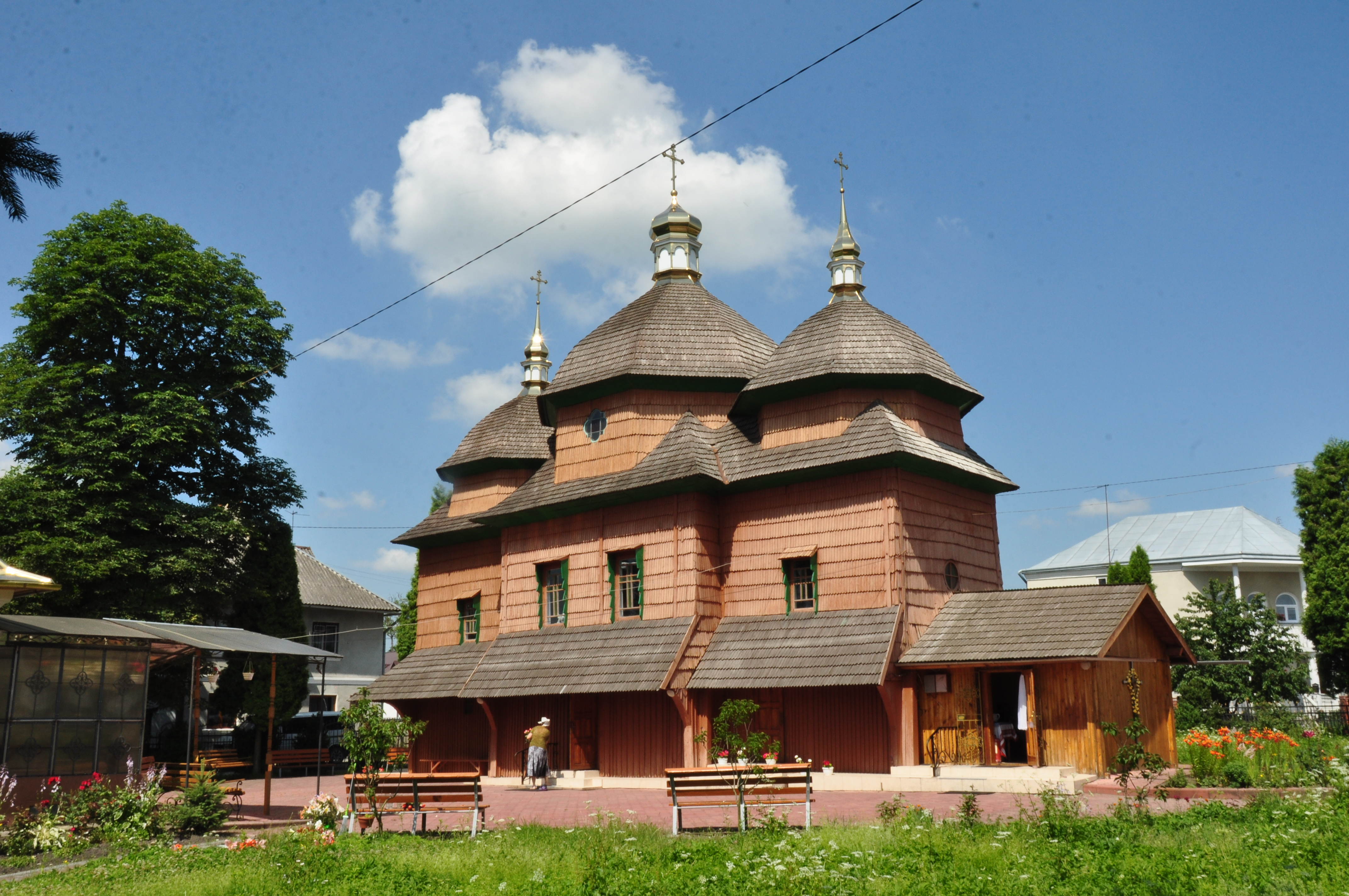
Деревянная церковь Св. Иоанна Крестителя в Городке (в нынешнем виде отстроена в 1755 году)
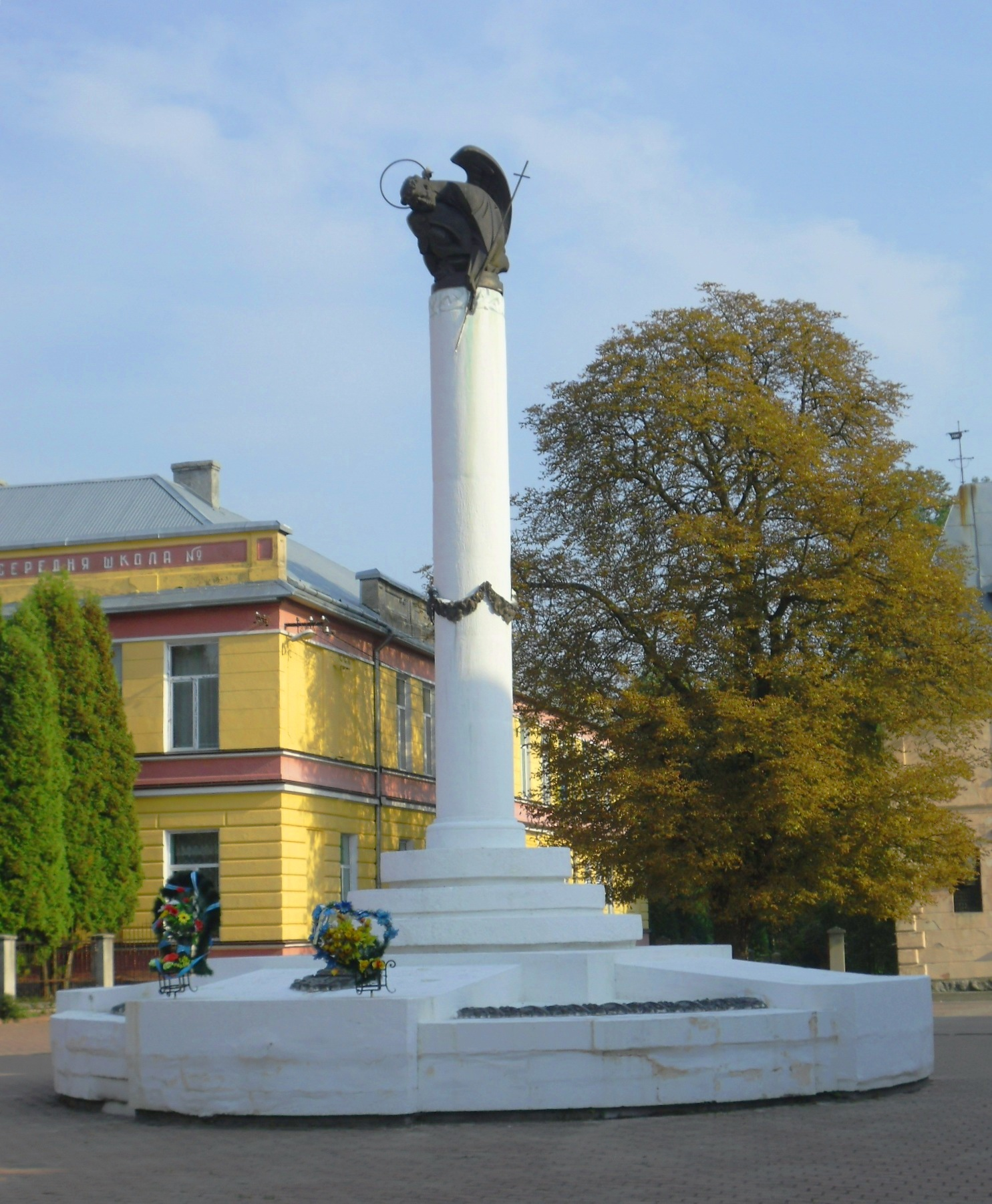
Памятник жертвам репрессий